# Riccardo Magni
Riccardo Magni (Padova, 5 marzo 1976) è un ex lottatore italiano.

## Biografia
Nato nel 1976 a Padova, gareggiava nella lotta greco-romana, nei pesi leggeri (63 kg).
A 24 anni ha partecipato ai Giochi olimpici di Sydney 2000, nei 63 kg, battendo lo statunitense Kevin Bracken per decisione (punteggio 2-2), ma perdendo 5-1 contro il sudcoreano Choi Sang-seon, non passando il girone eliminatorio e terminando 14º totale.
In carriera ha preso parte anche a 3 Mondiali (miglior piazzamento il 6º posto di Atene 1999) e 7 Europei (miglior piazzamento l'8º posto di Seinäjoki 2002).